# セルゲイ・チョーバン
セルゲイ・チョーバン（セルゲイ・エンヴェロヴィッチ・チョーバン ロシア語: Сергей Энверович Чобан, ラテン文字転写: Sergei Enverovich Choban, 1962年10月9日 - ）は、ロシア生まれ、ドイツ国籍を有する建築家で、ヨーロッパおよびロシア各国にて多数の建築物を手掛けている。BDA (ドイツ建築家連合会員）、ロシア建築家および芸術家ユニオン会員、国際建築アカデミーモスクワ支部会員、ロシア芸術アカデミーの名誉会員の他、複数の建築賞受賞歴、建築展参加歴を有する。また建築ドローイングコレクター、アーティスト、展覧会キュレーター等、建築および芸術分野にて幅広い活動を展開している。

## 略歴
旧ソビエト連邦レニングラード（現在のサンクトペテルブルク、ロシア）にて科学者の家系の元に生まれる。父 エンヴァ・アブドゥラフマノヴィチ・チョーバンは理論物理学者でサンクトペテルブルク工科大学教授であった。母イリーナ・ソロモンノヴナ・チョーバンはタービン技術者として同大学に勤務。祖父ソロモン・アブラモビッチ・カンターも同大学教授であった。
1974年から1980年レニングラードセカンダリーアートスクール（Leningrad Secondary Art School）で学んだ後、1980-1986年サンクトペテルブルク美術大学にてセルゲイ・スペランスキーとヴァレリアン・ヴォロンセヴィッチの元で建築を学ぶ。
卒業後ヴェニアミンファブリツキ（Weniamin Fabrizkij）アーキテクトスタジオに勤務。1989年に独立し、レニングラードでフリーランスとして働く。1991年ドイツにわたり1992年からハンブルクにて Nietz, Prasch, Sigl建築事務所に勤務。1995年にはパートナーとしてベルリン事務所を引き継ぎ、nps tchoban voss建築事務所を設立。2003年にチョーバン＆パートナー建築事務所をモスクワに設立。2006年 S. P. Projectと合併、セルゲイ・クズネツォフ とパベル・シャブロフとともにSPEECH建築事務所を設立し、共同経営にあたる。2008年セルゲイ・クズネツォフとともに英語・ロシア語バイリンガル建築雑誌「speech」を創刊。2009年ドイツ・ベルリンにチョーバン財団を設立、同年、オーストリア・リンツ都市計画評議会メンバーおよび議長を務める（2011年まで）。2010年、ヴェネツィア・ビエンナーレ国際建築展ロシア館キュレーターとしてプロジェクト「Russia Factory」（ 共同キュレーター:セルゲイ・クズネツォフ 、パベル・コロシロフ、グリゴリー・レヴジン）を担当。2012年、「i-city/i-land」（ コミッショナー:グリゴリー・レヴジン、共同キュレーター:セルゲイ・クズネツォフ 、パベル・コロシロフ、ヴァレリー・カシリナ）を担当。「i-city/i-land」はQRコードを使い、最新の情報技術と冷戦下の科学都市を表現しスペシャルメンションを授与 、ロシア館初の快挙となる。
2011年よりロシア・スコルコボ財団の都市計画評議会メンバー、2013年よりモスクワ市建築・都市計画委員会建築委員会の委員を務める。同年ドイツ・ベルリンにチョーバン財団建築ドローイング美術館を建設、オープン。2014年ヤコブ・チェルニホーフ財団「Challenge Of The Time 2014」建築アウォードの審査員を務める。

## 主な建築物
ドイツ国内の住宅、オフィス、多機能複合施設建設および改修工事等多岐にわたる実績を持ち、多くの建築賞を受賞している他、建築ガイドブックにも掲載されている。
ドイツ、ベルリン
- 1999 - アーントギャラリー、ハッケシャーヘーフェ
- 2001 - The Cubix cinemaコンプレックス ,アレクサンダー広場
- 2004 - 複合施設アクアドーム＆シーライフセンター[2]
- 2006 - ペーター・ベーレンス設計ベロリーナハウス（1929～1932）改修工事、アレクサンダー広場
- 2007 - ユダヤ人文化センター＆シナゴーグハバット、ミュンスターシェ通り
- 2010 - ハンブルガーホーフ複合施設、グローセハンブルガー通り
- 2011 - Nhowホテル、シュトラウアーアレー
- 2013 - ドイツコカ・コーラ社本社、フリードリヒスハイン＝クロイツベルク区
- 2013 - チョーバン財団建築ドローイング美術館
- 2014 - モールオブベルリン複合商業施設、ライプツィガー広場
- 2015 - Living Levels 住宅施設 、フリードリヒスハイン地区

ドイツ、他都市
- 1997 - The Java Tower、ハンブルク
- 2006 - C&A 本社、デュッセルドルフ
- 2009 - E-plus 本社、デュッセルドルフ
- 2010 - マイニンガーホテル, フランクフルト・アム・マイン
- 2014 - ヴィラポツダム（個人宅）、ヴィルヘルムスホルスト
- 2014 - ホテルINNSIDE、ヴォルフスブルク

ロシア
- 2003 – モスクワ国際ビジネスセンター 「モスクワ・シティ」構想の一部 、フェデレーション・タワー（ドイツ人建築家ペーター・P・シュウェガー との共同作業、2016年完成）
- 2006 – オフィスビル Langenzipen、サンクトペテルブルク
- 2008 – マリノー海岸沿い住宅開発プロジェクト「海辺の住まい」、サンクトペテルブルク
- 2010 – 複合住宅施設 „Grünwald“、モスクワ
- 2011 – レニンスキー・プロスペクトオフィスビル、モスクワ
- 2011 – 住宅施設Granatny 6、モスクワ
- 2011 – 2013年夏季ユニバーシアード・ウォータ・スポーツのためのパレス、カザン
- 2011 – サンクトペテルブルク銀行本部、サンクトペテルブルク (Evgeny Gerasimov and Partnersとの共同作業)
- 2012 – 多機能複合施設「Akvamarin」、モスクワ
- 2012 – ビジネスセンター「Five Seas」、ロストフ・ナ・ドヌ
- 2013 – オフィスビルディングコンプレックス 「Four Seasons Ensemble」、サンクトペテルブルク
- 2014 – 2014年ソチオリンピック、メインメディアセンター
- 2014 – エクスポフォルム、サンクトペテルブルク (Evgeny Gerasimov and Partnersとの共同作業)
- 2015 – ネフスカヤ・ラトゥシャ、サンクトペテルブルク (Evgeny Gerasimov and Partnersとの共同作業)

## 主な受賞歴
- 1998 – ドイツ都市開発賞 （ヴァルター・ヘッセルバッハ賞）にて「Trabrennbahn Farmsen」住宅 (ハンブルク) が スペシャルメンションを授与
- 2000 – 第5回 国際建築とデザイン展 Archモスクワにてキュレーション、デザイン、オーガナイズを担当した「アートのための空間」が批評家賞を受賞
- 2002 – BDIA（Deutscher Innenarchitektenドイツインテリアデザイナー協会 ）より 「The Cubix cinema コンプレックス」がスペシャルメンションを授与
- 2002 – ドイツベルリン建築家会議所（Architektenkammer Berlin）「Da!」展示会にて「The Cubix cinema コンプレックス」がスペシャルメンションを授与
- 2004 – サンクトペテルブルクマリノー海岸沿い住宅開発プロジェクト「海辺の住まい」のデザインがロシア建築家会議所より「ゴールデンディプロマ」を受賞
- 2005 – 複合施設「アクアドーム」がドイツ天然石賞（Deutscher Natursteinpreis）スペシャルメンションを授与[3]
- 2007 – ドイツベルリン建築家会議所（Architektenkammer Berlin）「Da!」展示会にて「ベロリーナハウス 改修工事」と「ユダヤ人文化センター＆シナゴーグハバット」がスペシャルメンション授与
- 2008 – 第16回ロシア国際建築とデザインフェスティバル「Zodchestvo」にてサンクトペテルブルクマリノー海岸沿い住宅開発プロジェクト「海辺の住まい」が建築部門金賞を受賞
- 2008 – ロシアCRE賞クラスAビジネスセンター部門サンクトペテルブルク地区カテゴリーにてオフィスビル「Langenzipen」が優勝[4]
- 2009 – フェデレーション・タワー（モスクワ）がFIABCIアウォード (FIABCI Prix d'Excellence Awards)オフィスビルディング部門最優秀賞を受賞[5]
- 2010 – シナゴーグ（ミュンスターシェ通り、ベルリン）がシカゴ建築・デザイン博物館、ヨーロッパ建築アートデザイン都市研究センター主催の国際建築賞 を受賞[6]
- 2011 – ハンブルガーホーフ（ベルリン）が国際建築賞を受賞[7]
- 2011 – 第一回ロシア「Glass in Architecture」コンテストで多機能ビジネス複合施設、OJSC銀行本店（サンクトペテルブルク）がゴールドディプロマ賞を受賞[8]
- 2012 – フェデレーションタワー（モスクワ）内、VTBグループオフィスデザインがベストオフィスアウォード グランプリに輝く[9]
- 2012 – ヴェネツィア・ビエンナーレ国際建築展ロシア館プロジェクト「i-city/i-land」がスペシャルメンションを授与
- 2013 – ヴェネツィア・ビエンナーレ国際建築展ロシア館プロジェクト「i-city/i-land」が Interior Designs 主催 ベストオブイヤー2013（カテゴリー「展覧会」）を受賞[10]
- 2014 – チョーバン財団建築ドローイング美術館（ベルリン）がArchtectural review Emerging Architecture Awards 2013、Joint Winnerを受賞[11]
- 2014 – チョーバン財団建築ドローイング美術館がDAMドイツ建築博物館 審査員特別賞を受賞[12]
- 2014 – チョーバン財団建築ドローイング美術館 (ベルリン）がドイツAITアウォード 、スペシャルメンションを授与[13]
- 2014 – チョーバン財団建築ドローイング美術館（ベルリン）がハインツ建築賞受賞[14]
- 2014 – チョーバン財団建築ドローイング美術館（ベルリン）がドイツ照明デザイン賞（カテゴリー美術館）受賞
- 2015 – 多機能複合施設ロータス (モスクワ)が国際建築フェスティバル「Zodchestvo」にて銀賞（カテゴリー都市計画、複合施設）を受賞[15]
- 2015 – 第30回国際建築ドローイングコンテスト「Architecture in Perspective」にて優秀賞（カテゴリーDrawing from Nature）を受賞[16]
- 2015 – 建設中の複合住宅プロジェクト「 Fünf Sterne（5つ星）」がサンクトペテルブルク・アーバンアウォード （カテゴリー:建設中のビジネスクラス複合住宅施設）を受賞[17]

## 展覧会
セルゲイチョーバンはキュレーター、アーティストとして多数の美術展、建築展に参加している他、多数の建築ドローイングコレクションを保有している。
- 1999 – グループ展「Fünf gezeichnete Welten」、ギャラリー Aedes（ベルリン）[18]
- 2001 – 「Planschrank モスクワ」、（ifaギャラリー（ベルリン、ボン、シュトゥットガルト）
- 2003 – 「セルゲイ・チョーバンのモスクワ考古学」、モスクワ州立シューセフ建築博物館
- 2005 – 「ペーター・シュウェガー、セルゲイ ・チョーバン フェデレーション・タワー」、モスクワ州立シューセフ建築博物館
- 2007 – 「ペーター・シュウェガー、セルゲイ・チョーバン 都市建築」、 サンクトペテルブルク美術大学美術館
- 2009 – 「Aqua」、ギャラリー Antonia Jannone（ミラノ）[19]
- 2009 – グループ展「Europa Kai」、ギャラリー Aedes（ベルリン）[20]
- 2010 – ヴェネチア・ビエンナーレ国際建築展ロシア館「Factory Russia」キュレーター
- 2010 – 「Architekturwelten」、DAMドイツ建築博物館(フランクフルト・アム・マイン )[21]
- 2010 – 「The Golden Age of Architectural Graphic Art」、プーシキン美術館（モスクワ）[22]
- 2011 – 「À la source de l’Antique. La collection de Sergei Tchoban」、パリ国立高等美術学校

- 2012 – 「Architectural Library」、エルミタージュ美術館（サンクトペテルブルク[24]
- 2012 – インスタレーション 「The Architect’s Eye」 (セルゲイ・クズネツォフと共作)、INTERNI（ミラノ)[25]
- 2012 – ヴェネチア・ビエンナーレ国際建築展ロシア館 「i-city/i-land」キュレーター（ コミッショナー:グリゴリー・レヴジン、共同キュレーター:セルゲイ・クズネツォフ 、パベル・コロシロフ、ヴァレリー・カシリナ）
- 2013 – 第17回国際建築＆デザイン展Arch Moscow、アーティスト・ザ・イヤー（セルゲイクズネツォフと共に）
- 2013 – インスタレーション「Golden River」(セルゲイ・クズネツォフと マルコ・ブラヴーラ 共作)、INTERN（ミラノ）[26]
- 2013 – 「Northern Vision」、サー・ジョン・ソーンズ美術館 （ロンドン）
- 2014 – インスタレーション 「U_cloud」 (セルゲイ・クズネツォフとアグニア・ステリゴヴァ共作)INTERNI（ミラノ）
- 2014 – 「Only Italy!」、国立 トレチャコフ美術館（モスクワ）
- 2014 – 「 Forge of Great Architecture. Soviet Competitions of the 1920-50s」、モスクワ州立シューセフ建築博物館（キュレーター）[27]
- 2015 – ミラノ国際博覧会 (2015年)ロシア館、デザイン [28]
- 2015 – 「Museum of Rural Labour」（アグニア・ステリゴヴァと共作 ）、国際ランドアートフェスティバル「Archstoyanie 2015」（カルーガ、ロシア）[29]
- 2015 – 「Treasure, Legacy: A Museum for Architectural Drawing」、コーネル大学ミルスタインホール（ニューヨーク USA）[30]
- 2015 – 「Glazing the Future-セルゲイ・チョーバン Architectural Fantasies」、スクエア ミーティングセンター(ブリュッセル)[31]
- 2017 – 「セルゲイ・チョーバン Architectural Drawings」、Architecture and Design Museum（ロスアンゼルス USA）[32]
- 2018 – 「セルゲイ・チョーバン 凍てついた音楽の夢」、東京アートミュージアム[33]